# Milo O’Shea
Milo O’Shea (* 2. Juni 1926 in Dublin; † 2. April 2013 in New York City, New York) war ein irischer Schauspieler.

## Leben

### Ausbildung und Theater

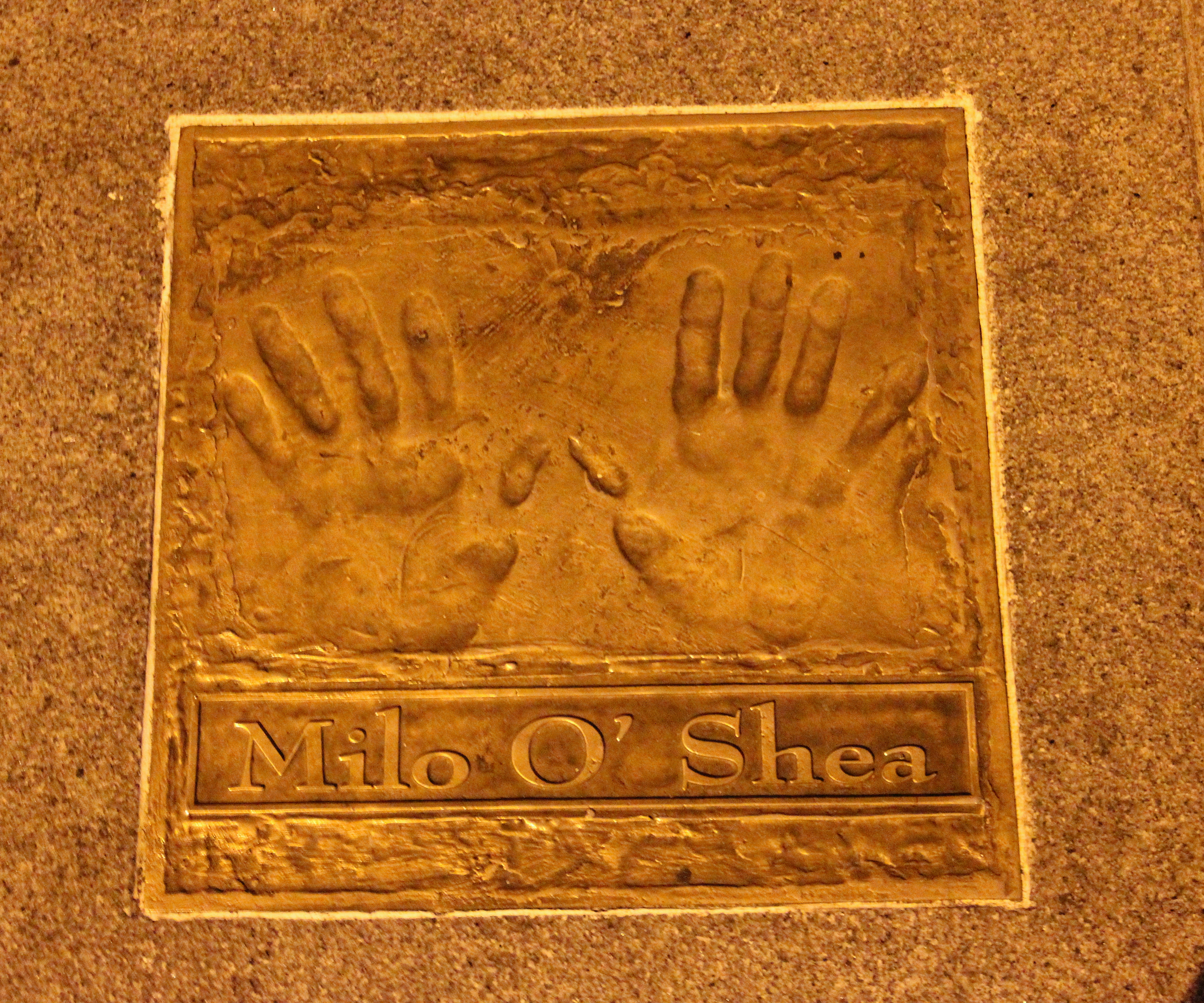
Handabdrücke von Milo O’Shea vor dem Gaiety Theatre in Dublin.

Milo O’Shea wuchs in Dublin auf. Sein Vater trat als Sänger in einem professionellen Gesangs-Duo auf; seine Mutter war Harfenistin und Balletttänzerin. Beide Elternteile ermutigten O’Shea, seinen Jugendtraum, Schauspieler zu werden, zu verwirklichen. Seine Schulausbildung erhielt er bei der Ordensgemeinschaft der Christian Brothers in der Synge Street Christian Brothers School (Synge Street CBS). Zu seinen Mitschülern gehörte auch der spätere Schauspieler Donal Donnelly.
Im Alter von 10 Jahren sprach er die jugendliche Titelrolle in einer Radiofassung des Romans Oliver Twist. Mit 17 Jahren hatte er sein erstes Engagement als Schauspieler bei einer Wanderbühne. In den 1950er Jahren wurde er von Harry Dillon, der den 37 Theatre Club im Obergeschoss seines Ladengeschäfts The Swiss Gem Company in der 51 Lower O’Connell Street in Dublin leitete, für die Bühne als Schauspieler entdeckt. O’Shea arbeitete zunächst als Theaterschauspieler. Seine Karriere begann am Gate Theatre und am Gaiety Theatre in Dublin, wo er unter anderem in Stücken von William Shakespeare, Anton Tschechow, Henrik Ibsen und Molière auftrat.
In den 1960er Jahren ging er in die Vereinigten Staaten, wo er zunächst an Provinztheatern spielte. Um als Schauspieler anfangs finanziell überleben zu können, arbeitete er als Fahrstuhlführer im Hotel Waldorf-Astoria. Im Januar 1968 gab er sein Debüt am Broadway im Biltmore Theatre in dem Zwei-Personen-Stück Unter der Treppe (im Original: Staircase) von Charles Dyer. O’Shea verkörperte darin, an der Seite von Eli Wallach (in der Rolle des Charles Dyer), in seiner Rolle als Harry C. Leeds einen alternden Homosexuellen, der gemeinsam mit seinem Lebensgefährten ein Frisörgeschäft führt. Für diese Rolle erhielt er eine Nominierung für den Tony Award in der Kategorie „Bester Schauspieler“. 1969 trat er am Broadway in dem Musical Dear World von Jerry Herman auf. In dem auf dem Bühnenstück Die Irre von Chaillot basierenden Musical verkörperte er, an der Seite von Angela Lansbury (als Gräfin Aurelia), einen geldgierigen Prospektor (im Original: The Sewerman).
Weitere Rollen am Broadway hatte Milo O’Shea in Frau Warrens Gewerbe von George Bernard Shaw (Vivian Beaumont Theatre 1976; als Reverend Samuel Gardner), Comedians von Trevor Griffiths (Music Box Theatre 1976/1977; als Lehrer Eddie Waters) und in Fast ein Poet von Eugene O’Neill (Helen Hayes Theatre 1977/1978). In der Spielzeit 1981/1982 übernahm er am Broadway am Booth Theatre den Müllkutscher Alfred P. Doolittle in dem Musical My Fair Lady. In der Spielzeit 1981/1982 übernahm er am Booth Theatre außerdem die Rolle des Father Tim Farley In dem Theaterstück Mass Appeal von Bill C. Davis. Er spielte darin einen heuchlerischen, charmanten, Mercedes-fahrenden Priester. Für diese Rolle erhielt er seine zweite Nominierung für den Tony Award, ebenfalls in der Kategorie „Bester Schauspieler“.
In späteren Jahren war er am Broadway in den Stücken und Musicals Corpse! (Helen Hayes Theatre 1986; als Major Walter Powell), Meet Me in St. Louis (Georg Gershwin Theatre 1989/1990; als Grandpa Prophater) und 1994 in der Wiederaufnahme des Theaterstücks Philadelphia, Here I Come! von Brian Friel zu sehen. 
1996 kehrte er als Theaterschauspieler nochmals zu seinen künstlerischen Wurzeln zurück; am Gate Theatre in Dublin trat er gemeinsam mit David Kelly in dem Theaterstück Die Sunny Boys von Neil Simon auf.

### Film und Fernsehen
Erste Kinorollen hatte Milo O’Shea bereits als Jugendlicher. Seit den 1960er Jahren übernahm er regelmäßig auch Rollen im Film und im Fernsehen. Er wurde in Großbritannien zunächst im Fernsehen populär, durch seine Mitwirkung in der Hauptrolle der britischen BBC-Sitcom Me Mammy an der Seite von Yootha Joyce. 
O’Shea übernahm dann 1967, unter der Regie von Joseph Strick, die Hauptrolle des Leopold Bloom in dem Kinofilm Ulysses, einer filmischen Umsetzung des gleichnamigen Romans von James Joyce. 1968 spielte er den freundlichen und gütigen Pater Lorenzo in der Shakespeare-Verfilmung Romeo und Julia; Regie führte Franco Zeffirelli. In dem Science-Fiction-Kultfilm Barbarella (1968) verkörperte er, neben Jane Fonda in der Titelrolle als Astronautin Barbarella, den schurkischen, verrückten Wissenschaftler Dr. Durand Durand. Die britische Pop-Gruppe Duran Duran wählte nach dieser Figur ihren Bandnamen. Später wiederholte O’Shea seine Rolle als Dr. Duran Duran nochmals in dem Konzertfilm Arena der Band Duran Duran. 1973 spielte er, neben Vincent Price, die Rolle des Inspektor Boot in dem Horrorfilm Theater des Grauens. 1982 hatte er, unter der Regie von Sidney Lumet, eine wichtige Nebenrolle als Richter Hoyle in dem Spielfilm The Verdict – Die Wahrheit und nichts als die Wahrheit. Unter der Regie von Neil Jordan spielte er in dem Filmdrama Butcher Boy – Der Schlächterbursche (1997) die Rolle des Father Sullivan, einen pädophilen Priester. 
Im US-amerikanischen Fernsehen war er 1987 in einer Folge der Sitcom The Golden Girls zu sehen. 1992 hatte O’Shea eine Gastrolle in der Sitcom Cheers. In der Folge spielte er einen Priester, der gegen die Institution der Ehe eingestellt ist und die Trauung des Barmanns Woody (gespielt von Woody Harrelson) und seiner Freundin Kelly (Jackie Swanson) nur unter gewaltigen Alkoholeinfluss vollziehen konnte. 1995 folgte eine Gastrolle in Frasier, dem Spin-off der Serie. Er verkörperte den Paartherapeuthen Dr. Schachter, der die Crane-Brüder gemeinsam behandelt. Er spielte 2003/2004 den Chief Justice of the United States Roy Ashland in der Fernsehserie The West Wing – Im Zentrum der Macht.

## Privates
Milo O’Shea war zweimal verheiratet. Seine erste Ehe mit der irischen Schauspielerin Maureen Toal wurde 1974 geschieden. Bis zu seinem Tod war er in zweiter Ehe mit der irischen Schauspielerin Kitty Sullivan verheiratet, mit der er gelegentlich auch gemeinsam auftrat, unter anderem in der Produktion My Fair Lady 1981 am Broadway, mit Kitty Sullivan als Zweitbesetzung in der Rolle der Eliza Doolittle. 
O’Shea war Vater von zwei Söhnen, Colm und Steven; er und Sullivan hatten jedoch keine gemeinsamen Kinder. Seit 1976 lebte er ständig in New York City im Stadtteil Manhattan. Er und seine Frau Kitty Sullivan erwarben die amerikanische Staatsbürgerschaft. 
Milo O’Shea starb im Alter von 86 Jahren nach kurzer Krankheit. Als Todesursache wurden Folgen seiner Alzheimer-Erkrankung angegeben.

## Filmografie (Auswahl)
- 1940: Contraband
- 1962: Z-Cars (Z-Cars) (Fernsehserie, 1 Folge)
- 1963: Ist ja irre – diese müden Taxifahrer (Carry On Cabby)
- 1967: Ulysses
- 1968: Romeo und Julia (Romeo and Juliet)
- 1968: Barbarella
- 1968–1971: Me Mammy (Fernsehserie)
- 1969: The Adding Machine
- 1971: Sacco und Vanzetti (Sacco e Vanzetti)
- 1973: Theater des Grauens (Theatre of Blood)
- 1973: Kein Pardon für Schutzengel (The Protectors; Fernsehserie, 1 Folge)
- 1974: Sie reiten wieder (Steptoe and Son Ride Again)
- 1974: Der Potenzprotz (Percy's Progress)
- 1979: Im Bann des Kalifen
- 1982: The Verdict – Die Wahrheit und nichts als die Wahrheit (The Verdict)
- 1985: The Purple Rose of Cairo (The Purple Rose of Cairo)
- 1987: Wer ist hier der Boss? (Who’s the Boss?) (Fernsehserie, 1 Folge)
- 1987: Golden Girls (The Folden Girls) (Fernsehserie, 1 Folge)
- 1992: Cheers (Fernsehserie, 1 Folge)
- 1995: Frasier (Fernsehserie, 1 Folge)
- 1997: Butcher Boy – Der Schlächterbursche (The Butcher Boy)
- 1997: Heirat nicht ausgeschlossen (The MatchMaker)
- 2003–2004: The West Wing – Im Zentrum der Macht (Fernsehserie)